# ヤマダストアー
ヤマダストアー株式会社（英語: Yamada Store Co., Ltd.）は、兵庫県播磨地域を中心にスーパーマーケットを運営する企業。本社は兵庫県揖保郡太子町にある。近年は出店エリアの拡大（姫路市より東側の地域）を進め、加古川市や高砂市、明石市、須磨区、東灘区、北区にも出店している。

## 概要
ヤマダストアーは持続可能な最高品質の自然食品・オーガニック製品の販売を目指している。
自然食品やオーガニック食品の取り扱いに力を入れており、一部の食品添加物についても段階的に使用を取りやめる方針をウェブサイトにて掲示している。
節分の恵方巻商戦が小売店で加熱する一方で、大量の食品ロスが発生していることを問題視し、2018年に「もうやめにしよう」という大きな見出しを付け、前年の実際の販売実績に応じた量のみの生産とする旨を説明した広告を展開した。

## 沿革
- 1970年6月 - 「ヤマダストアー」を設立。
- 1991年 - 本部事務所を開設。
- 1994年 - 網干店オープン。
- 1995年 - ショッピングセンターヴェルゼを建設。同時に花田店オープン。
- 1997年 - 大津店オープン。
- 1998年 - 青山店オープン。
- 2005年 - 北野店オープン（加古川市へ進出）。
- 2011年 - 阿弥陀店オープン（高砂市へ進出）。
- 2017年 - 新辻井店オープン。
- 2019年 - 朝霧店オープン（明石市へ進出）。
- 2021年 - 旧兵庫県立こども病院跡地に、須磨離宮公園前店オープン（須磨区へ進出）。
- 2023年 - 新青山店オープン。
- 2024年5月 - 六甲アイランド店オープン（東灘区へ進出）。
- 2025年4月26日 - ノース神戸店オープン（北区へ進出）。

## 店舗一覧
兵庫県姫路市に4店舗、加古川市・高砂市・明石市・神戸市須磨区・同市東灘区・同市北区にそれぞれ1店舗を展開する。なお、創業の地である太子町には現在本部機能のみが残り、実店舗の展開はなくなっている。
- 花田店（姫路市花田町）
- 新青山店（姫路市広畑区）
- 網干店（姫路市余部区）
- 新辻井店（姫路市東辻井）
- 北野店（加古川市野口町）
- 阿弥陀店（高砂市阿弥陀町）
- 朝霧店（明石市朝霧東町）
- 須磨離宮公園前店（神戸市須磨区）
- 六甲アイランド店(神戸市東灘区向洋町)
- ノース神戸店(神戸市北区藤原台・2025年4月26日オープン)

過去の店舗
- サンパーク ヤマダストアー太子店（揖保郡太子町鵤）
- 姫路東店（姫路市双葉町）
- 車崎店（姫路市南車崎）
- 西夢前台店（姫路市広畑区才）
- 辻井店（姫路市辻井）
- 書写店(姫路市書写)
- 大津店(姫路市大津区恵美酒町)